# Punct (geometrie)
În geometrie un punct este un obiect idealizat (un concept) dintr-un spațiu dat. Un punct nu are nici lungime, nici arie, nici volum și nici un alt analog dimensional superior. Altfel spus, punctul este un obiect zerodimensional, cu măsura zero.